# جبهة الإنقاذ الديمقراطية الصومالية
الجبهة الديمقراطية الخلاصية الصومالية وتُعرف أيضًا باسم الجبهة الديمقراطية للإنقاذ الصومال «(SSDF)» (بالصومالية: Jabhadda Dimuqraadiga Badbaadinta Soomaaliyeed)، (بالإنجليزية: Somali Salvation Democratic Front)، (بالتركية: Somali Kurtuluş Demokratik Cephesi) أول منظمة شبه عسكرية في جمهورية الصومال الديمقراطية. لعبت دورًا مهمًا في المشهد السياسي المعقد للبلاد خلال أواخر السبعينيات والعقد الأول من القرن الحادي والعشرين، أسس في عام 1978، يقع مقره في شمال شرق القرن الأفريقي، بين الحدود الصومالية وإثيوبيا، شمال غرب الصومال، وفقًا للسجلات الرسمية.

## تأسيس
في المقام الأول كانت منظمة سياسية وشبه عسكرية جامعة في الصومال. تأسست في عام ١٩٧٨ من قبل العديد من ضباط الجيش، وكانت الأولى من بين عدة مجموعات معارضة مكرسة للإطاحة بالنظام الاستبدادي لمحمد سياد بري. مع قاعدة قوتها في عشيرة ماجيرتين بشكل رئيسي، كان ممثلو قوات الدفاع عن شمال شرق القوات المسلحة، إلى جانب كبار السن المحليين والمثقفين ورجال الأعمال، فعالين في إنشاء دولة بونت لاند المستقلة في شمال شرق الصومال في عام ١٩٩٨.

## أغتيال الرئيس شارماركي[6]
في عام ١٩٦٩ أكتوبر ١٥، أثناء زيارة لمدينة لاس عانود الشمالية، قُتل الرئيس الصومالي آنذاك عبد الرشيد علي شرماركي برصاص شرطي في فريقه الأمني. سرعان ما أعقب اغتياله انقلاب عسكري في ٢١ أكتوبر / تشرين الأول ١٩٦٩ (في اليوم التالي لجنازته)، حيث استولى الجيش الصومالي وقوات الشرطة على السلطة دون مواجهة معارضة مسلحة - وهو في الأساس استيلاء غير دموي. قاد الانقلاب اللواء محمد سياد بري، الذي كان في ذلك الوقت يقود الجيش. لرفضه دعم استيلاء بري على السلطة، تم سجن العديد من الشخصيات السياسية. وكان من بين هؤلاء عبد الله يوسف أحمد، الملحق العسكري الصومالي السابق لموسكو، الذي سجنه النظام العسكري الجديد عدة سنوات.

## التطهير العرقي لقبيلة مَجَيْرتَيْنِيَاْ[8]
في عام ١٩٧٨، شارك عبدالله مع مجموعة من المسؤولين بشكل رئيسي من عشيرة ماجيرتين (دارود) في محاولة فاشلة للإطاحة بإدارة بري الديكتاتورية. تم إعدام معظم الأشخاص الذين ساعدوا في التخطيط للانقلاب بإجراءات موجزة، لكن عبد الله وعدة عقيد تمكنوا من الفرار إلى الخارج. في وقت لاحق من ذلك العام، في إثيوبيا المجاورة، شكل عبد الله حركة حرب عصابات تسمى جبهة الإنقاذ الصومالية، والتي تم تغيير اسمها لاحقًا إلى الجبهة الديمقراطية للإنقاذ الصومالية (SSDF) في عام ١٩٧٩. وكانت (SSDF) الأولى من عدة مجموعات معارضة مكرسة للإطاحة بنظام بري. بالقوة. كانت (SSDF) في الأصل منظمة متعددة العشائر. وكان أول رئيس (SSDF) هو عبد الله يوسف أحمد، من قبيلة مجيرتين.

## الحلفاء والدول المجاورة[9]
تم دمج SSDF رسميًا في عدن، جنوب اليمن في أكتوبر ١٩٨١ من خلال دمج ثلاث مجموعات، جبهة الإنقاذ الصومالية، حزب العمال الصومالي والجبهة الديمقراطية لتحرير الصومال. تم تشكيل لجنة مركزية مكونة من ١١ عضوًا، منها ٧ مقاعد لقادة قوات الأمن الخاصة. كان بعض أعضاء (CC) السابقين في الحزب الاشتراكي الثوري الصومالي جزءًا من قيادة المجموعة الجديدة. تم بناء هيكل عسكري بدعم من إثيوبيا وليبيا.

## المعارك الصومالية في الشمال الغربي[9]
في صيف عام ١٩٨٢، شاركت قوات دفاع (SSDF) في حرب الحدود الإثيوبية الصومالية عام ١٩٨٢ ضد سياد بري. تم إلغاء الحملة عندما بدأت الولايات المتحدة تقديم مساعدات عسكرية طارئة للصومال. ومع ذلك، فإن بعض الأراضي، بما في ذلك منطقتان، خضعت للسيطرة الإثيوبية وقوات الدفاع عن (SSDF). أعلن نظام منغستو أن المنطقة جزء من إثيوبيا، الأمر الذي خلق مشاكل في العلاقات بين الحكومة الإثيوبية وقوات الدفاع عن (SSDF). على أي حال، تم رفض الإجراء بسرعة، ووفقًا لوزارة الخارجية الأمريكية، أدى إلى أعمال انتقامية شديدة ضد عشيرة ماجيرتين؛ سوف تكون قوات الدفاع عن (SSDF) نفسها متورطة في قتل أفراد من عشيرة مارهان التي ينتمي إليها سياد، في عيل هابريد بمنطقة جلجادود في أوائل الثمانينيات.

## اعتقال القادة الرئيسيين[9]
سرعان ما ظهر صراع بين قوات الأمن الخاصة السابقة والأعضاء اليساريين. أرادت زمرة قوات الأمن الخاصة الحفاظ على هيمنة (SSDF) لعشيرتي ماجيرتين ودارود. لقد عقدوا صفقة مع الحكومة الإثيوبية لتطهير اليساريين. في عام ١٩٨٤، سجنت حكومة مينجيستو العديد من الأعضاء القياديين في قوات الدفاع عن SSDF ، مثل العقيد آنذاك عبد الله يوسف أحمد. في عام ١٩٨٤، تم تنصيب محمد أبشير والدو رئيسًا مؤقتًا لقوات الدفاع والأمن القومي.
منذ عام ١٩٨٣ فصاعدًا، قام بري بشراء العديد من القادة الذين ينتمون إلى عشيرة دارود. انشق العديد من مقاتلي (SSDF) إلى النظام. بحلول عام ١٩٨٥ (SSDF) قد أوقفت معظم عملياتها العسكرية ضد نظام سياد بري.
في عام ١٩٨٦، عقد مؤتمر (SSDF)، والذي انتخب الدكتور حسن علي ميرة رئيساً له. استقال عام ١٩٨٨، تاركاً فراغاً في السلطة في التنظيم. تم انتخاب موسى الإسلام زعيمًا من قبل اللجنة المركزية SSDF لشغل هذا المنصب حتى انعقاد الكونغرس.
في عام ١٩٨٨ أبرمت حكومتا الصومال وإثيوبيا بعض الاتفاقات لوقف الأعمال العدائية. بدأت الحكومة الإثيوبية إغلاق معسكرات قوات الدفاع عن جنوب السودان واعتقال قادتها ومصادرة الأسلحة. كما أغلقت الحكومة الإثيوبية محطة إذاعية (SSDF)، راديو هالجان، التي كانت تبث منذ عام ١٩٨١.
في عام ١٩٨٨ بدأ مقاتلو (SSDF) بالسيطرة على المقاطعات الغربية لمدج والمناطق الجنوبية من منطقتي نوجال وباري.

## قائمة المؤسسين والقادة
- عبد الله يوسف أحمد (١٩٧٨-١٩٨٦) (١٩٩١-١٩٩٨)[1]
- موسى الإسلام (١٩٨٤-١٩٨٦)
- حسن علي ميري (١٩٨٦-١٩٨٨)
- محمد ورسامي هًورِيْ ، قائد الجيش (١٩٨٨-١٩٩١)
- محمد أبشير موسى (١٩٩١-١٩٩٨)[1]

## ما بعد ١٩٩١
بعد سقوط نظام سياد بري، انقسمت الجبهة الصومالية الديمقراطية للإنقاذ (المتمركزة بشكل كبير في شمال شرق الصومال) إلى فصيلين. أحدهما كان بقيادة الجنرال محمد أبشير موسى (رئيس مجلس الإدارة)، الذي كان في ذلك الوقت مقيمًا في المملكة العربية السعودية، والآخر بقيادة عبد الله يوسف أحمد (نائب الرئيس). كان الأمين العام محمد أبشير والدو.
عقد مؤتمر في أغسطس ١٩٩٤. عرضت مجموعة من زعماء العشائر على رئيس الوزراء الصومالي السابق، عبد الرزاق حاج حسين، رئاسة الجبهة الديمقراطية للإنقاذ الصومالية، لكنه رفض.
على مدى السنوات العديدة التالية، ظهر عبد الله يوسف أحمد كزعيم بارز في شمال شرق الصومال. في عام ١٩٩٢، حشد القوات بنجاح لطرد جماعة إسلامية متطرفة مرتبطة بالاتحاد الإسلامي استولت على بوصاصو، وهي مدينة ساحلية بارزة وعاصمة تجارية للجزء الشمالي الشرقي من بنت لاند.

## بونت لاند (أرض البنط)
في عام ١٩٩٨، عقد مؤتمر دستوري محلي في غاروي على مدى ثلاثة أشهر. بحضور ممثلي SSDF ، والشيوخ التقليديين، وأعضاء مجتمع الأعمال، والمفكرين وأعضاء المجتمع المدني الآخرين، تم إنشاء دولة بونتلاند الصومالية المستقلة رسميًا فيما بعد لتقديم الخدمات، وتوفير الأمن، وتسهيل التجارة، والتفاعل مع كل من المحلي والدولي. شركاء.
تم تعيين عبد الله يوسف أحمد كأول رئيس للدولة الناشئة.
بعد أن خدم فترتين كرئيس لبونتلاند، تم انتخاب عبد الله يوسف أحمد في عام ٢٠٠٤ كرئيس للحكومة الفيدرالية الانتقالية (TFG)، وهي هيئة إدارية اتحادية مؤقتة كان قد ساعد في تأسيسها في وقت سابق من العام.